# Patrick Tse
Patrick Tse, de son vrai nom Tse Yin (謝賢), mais né sous le nom de Tse Ka-yuk (謝家鈺) le 9 août 1936, est un acteur, producteur, scénariste et réalisateur hongkongais de nationalité canadienne. C'est le père des acteurs Nicholas Tse et Jennifer Tse.

## Biographie
Il commence sa carrière d'acteur dans les années 1950 et reste actif pendant les 40 années suivantes. C'est un acteur polyvalent et populaire, jouant généralement les premiers rôles masculins. Il a brièvement travaillé comme scénariste, réalisateur et producteur dans les années 1970.
Il se retire du cinéma dans les années 1990 après avoir immigré au Canada, mais fait finalement son retour en 1999.

## Vie privée
Tse se marie avec l'actrice taïwanaise Zhen Zhen en 1974 mais ils divorcent en 1978. Sa seconde femme est l'actrice hongkongaise Deborah Lee avec qui il a deux enfants : Nicholas Tse et Jennifer Tse. Tse et sa famille vivent à Vancouver après sa retraite du cinéma, mais elle est depuis retournée à Hong Kong. Tse et Deborah divorce en 1996.
En 2005, il est en relation avec une amie de longue date originaire de Shanghai et connue sous le seul surnom de « Coco » de 49 ans sa cadette,. Tse et Coco se sont finalement séparés en 2017 mais sont retournés ensemble fin 2018.

## Filmographie
- 1979 : Over the Rainbow
- 1980 : The Bund 2
- 1980 : The Shell Game
- 1982 : Demi-Gods and Semi-Devils
- 1983 : The Legend of the Condor Heroes: The Iron-Blooded Loyalists
- 1983 : The Legend of the Condor Heroes: Eastern Heretic and Western Venom
- 1983 : The Legend of the Condor Heroes: The Duel on Mount Hua
- 1985 : The Flying Fox of Snowy Mountain
- 1986 : Heir to the Throne Is...
- 1986 : The Legend of Wong Tai Sin
- 2001 : Shaolin Soccer
- 2005 : Central Affairs
- 2018 : A Beautiful Moment
- 2019 : Missbehavior
- 2020 : Forensic Heroes 4 (caméo)
- 2021 : Time

## Récompense
- 40e cérémonie des Hong Kong Film Awards : meilleur acteur pour Time[8]